# Chappon Lajos
Louis Chappon (Louis Chapon) (1802. január 29. – Kolozsvár, 1878. január 25.) francia származású vívómester.

## Élete
1822-ben Pesten magánjellegű vívótermet nyitott. 1825-től 1848-ig  id. Friedrich Ferenc segédmestere volt a Nemzeti Vívó Intézetben, ugyanakkor a saját vívóiskoláját is fenntartotta. Az oktatás magyar, német és francia nyelven történt. 1848-ban a Hadi Főtanoda egyik vívómestere.
Gaetano Biasini is hozzá küldi fiát tanulni. Valószínűleg részt vett a szabadságharcban is. A szabadságharc idején nemzetőr főhadnagy volt, később, az abszolutizmus éveiben Pesten kocsmát, majd kávémérést nyitott. 1873-ban Kolozsvárra költözött, ahol haláláig az ottani vívóintézetet vezette. Több művet írt a vívásról:
- Theoretisch-praktische Anleitung zur Fecht-Kunst. Pest, 1839.[1]
- A párbaj szabályai, mellyeket gyakorlatból meritve összeszedett Chappon. Buda, 1848. (Hozzá csatolva a német szöveg is.)[2]

Petőfi Sándor, Jókai Mór és József nádor is tanítványa volt. 1842-ben a 40. születésnapja alkalmából 172 tanítványa és barátai körében látványos bemutatóval köszöntötték. Fia Chappon Samu folytatta a családi hagyományt. 
Arcképe Strixner Ágost rajza után kőnyomatban Engel és Mandellónál jelent meg Pesten 1854-ben.